# Elisabeth Schlüter
Elisabeth Schlüter (* 1924 in Radebeul; † 1978) war eine deutsche freischaffende Malerin und Illustratorin.
Schlüter arbeitete in Aquarell und schuf Märchenbilder, aber auch Porträts und Naturstudien. Als Illustratorin arbeitete sie in den 1970er-Jahren mit Herbert Weymar zusammen, dessen Bücher im Neumann Verlag in Radebeul in teilweise mehreren Auflagen erschienen. So hatte Lernt Pflanzen kennen: die verbreitetsten wildwachsenden und kultivierten Pflanzen Mitteleuropas und ihre Standorte mit 880 Abbildungen von Elisabeth Schlüter und Kurt Schulze 1988 seine 5. Auflage. Ausgaben erschienen auch beim kooperierenden Westverlag Verlag J. Neumann-Neudamm, Lernt Pflanzen kennen erschien auch auf Niederländisch. Im Nachlass liegende Bilder zeugen von Aufenthalten der Malerin in der Künstlerkolonie Ahrenshoop und im Ostseebad Prerow.
Elisabeth Schlüter war Mitglied des Verbands Bildender Künstler der DDR.
Während ihrer letzten Lebensjahre wohnte sie im Schloss Pillnitz.

## Werke
- mit Herbert Weymar (Verfasser), Kurt Schulze (Illustrator): Lernt Pflanzen kennen: die verbreitetsten wildwachsenden und kultivierten Pflanzen Mitteleuropas und ihre Standorte. 1. Auflage. Neumann Verlag, Leipzig/Radebeul 1971.
- mit Herbert Weymar (Verfasser), Kurt Schulze (Illustrator): Lernt Pflanzen kennen: die verbreitetsten wildwachsenden und kultivierten Pflanzen Mitteleuropas und ihre Standorte. 1. Auflage. Neumann-Neudamm, Melsungen/Basel/Wien 1971.
- mit Herbert Weymar (Verfasser), Kurt Schulze (Illustrator), Marius Anton Ijsseling (Übersetzer): Planten zoeken en leren kennen : de meest algemeine in het wild groeiende en gekweekte planten van Midden- en West-Europa en hun standplaatsen. Thieme, Zutphen 1974.
- mit Herbert Weymar (Verfasser): Buch der Rosengewächse: allg. Charakteristik, Pflanzengesellschaften, Bestimmung, Standort und wirtschaftliche Bedeutung der in Mitteleuropa verbreitetsten wildwachsenden und angebauten Rosengewächse. 2. Auflage. Neumann Verlag, Leipzig / Radebeul 1976.
- mit Herbert Weymar (Verfasser), Kurt Schulze (Illustrator): Lernt Pflanzen kennen: die verbreitetsten wildwachsenden und kultivierten Pflanzen Mitteleuropas und ihre Standorte. 5. Auflage, Neumann Verlag, Leipzig/Radebeul 1988.
- mit Herbert Weymar (Verfasser): Buch der Kreuzblütler. Neumann Verlag, Leipzig/Radebeul 1988.

## Ausstellungsbeteiligungen
- 1972: Dresden, Bezirkskunstausstellung
- 1977/1978: Dresden, VIII. Kunstausstellung der DDR